# 聖訓派
聖訓派（阿拉伯语：‎）是伊斯兰教逊尼派的一个流派，最早出现在伊斯兰时代的第二和三世纪（公元8世纪末和9世纪），由圣训学者所發起。他们认为《古兰经》和真实的圣训是法律、信仰等方面的唯一权威。